# Куайе, Абдулла
Абдулла Куайе (англ. Abdullah Quaye (имя при рождении Авулей Джуниор Куайе англ. Awulley Junior Quaye); род. 24 сентября 1980, Аккра) — ганский футболист, полузащитник. В настоящее время выступает за саудовский клуб «Аль-Вахда» из Мекки.

## Клубная карьера
В 1997 году Куайе подписал контракт с испанским клубом «Оренсе» и переехал из Ганы в Испанию. С 1999 по 2001 год выступал за «Малагу», после чего на один год вернулся на родину, где играл за Хартс оф Оук. После чего выступает за арабские клубы, среди которых саудовский клуб Аль-Иттифак, тунисский «Сфаксьен» и египетский «Замалек». С 2007 года играет за «Аль-Вахду» из Мекки.

## Карьера в сборной
Куайе был членом юношеской сборной Ганы, с которой принимал участие на чемпионате мира U17 в 1997 году в Египте.

## Личная жизнь
Отец Авулей Куайе старший — защитник сборной Ганы и участник Олимпиады. Младший брат — Лоуренс также профессиональный футболист, выступает за катарский «Аль-Гарафа» и сборную Катара. Во время выступления за «Аль-Вахду» принял ислам и сменил имя Авулей на Абдулла.